# ENAER T-35 Pillán
Le ENAER T-35 Pillán est un avion d'entraînement à hélice développé par Empresa Nacional de Aeronáutica de Chile (es) (ENAER) et fabriqué de 1985 à 1998.

## Dotation
Il est en dotation en tant qu'avion d'entraînement au sein des forces suivantes :
- Chili, Force aérienne chilienne : 32 avions, dont deux sont inaptes aux vols et utilisés pour la formation statique des mécaniciens en 2019. Depuis l’été 1985, le T-35 assure la formation initiale des pilotes chiliens.
- Espagne, Forces aériennes espagnoles : 41 reçus, 35 en service en 2017, en passe d'être remplacé par le Pilatus PC-21.
- République dominicaine, Force aérienne dominicaine : 4 en 2017
- Équateur, Marine équatorienne : 3 en 2017
- Panama, Forces publiques du Panama ; 10 livrés dans les années 1980, 6 en 2020, 2 stockés en 2021[2], ne volent depuis[3]
- Salvador, Force aérienne salvadorienne : 3 en 2017